# Självporträtt (Rubens)
Självporträtt är en oljemålning av den flamländske barockkonstnären Peter Paul Rubens. Den målades omkring 1638 och ingår i Kunsthistorisches Museums samlingar i Wien.  
För detta sena självporträtt, som Rubens tros ha slutfört under sitt sista år i livet, valde han att inte avbilda sig själv i halvfigur som brukligt vid privata porträtt, utan i trekvartsfigur i ett så kallat "knästycke". Trots sina stora framgångar och att han adlats av såväl den spanske som engelske kungen var Rubens alltid ambivalent inför hovlivet. Vid tiden för detta självporträtt hade han avsagt sig alla uppdrag vid hovet och det är därför intressant att han inte väljer att avbilda sig som konstnär utan ger sig själv ett officiellt, aristokratiskt och värdigt uttryck. Den massiva kolonnen i skuggorna (också en referens till konstnärens stoiska ideal, jämför med 1611–1612 års självporträtt De fyra filosoferna), läderhandskarna och vänster hand som vilar på ett svärd är alla aristokratiska attribut. Den bredbrättad hatten och den präktiga rocken ger bäraren en imposant uppsyn. Kompositionen domineras av mörka toner som endast bryts av det lätt rödaktiga ansiktet, den veckade kragen och vänster hand. På grund av allvarliga giktanfall var han ibland oförmögen att utföra ens de enklaste uppgifterna. Hans känsliga ansikte återspeglar något av hans kroppsliga krämpor men också den 62-årige konstnärens lugn. 

## Lista över självporträtt av Rubens
| Bild | Titel                                                                                       | År                | Storlek (cm)  | teknik           | Museum                                                  | Ort       |
| ---- | ------------------------------------------------------------------------------------------- | ----------------- | ------------- | ---------------- | ------------------------------------------------------- | --------- |
|      | Självporträtt i en krets av vänner i Mantua                                                 | 1601–1608 (cirka) | 77,5 × 101    | olja på duk      | Wallraf-Richartzmuseet                                  | Köln      |
|      | Rubens och Isabella Brant i kaprifolbersån                                                  | 1609–1610 (cirka) | 178 × 136,5   | olja på duk      | Alte Pinakothek                                         | München   |
|      | De fyra filosoferna (Självporträtt med Philip Rubens, Justus Lipsius och Johannes Woverius) | 1611–1612         | 167 × 143     | olja på träpannå | Palazzo Pitti                                           | Florens   |
|      | Självporträtt                                                                               | 1615 (cirka)      | 78 × 61       | olja på träpannå | Uffizierna                                              | Florens   |
|      | Självporträtt                                                                               | 1623              | 176 x 210     | Olja på duk      | Buckingham Palace (Kungliga samlingen i Storbritannien) | London    |
|      | Självporträtt                                                                               | 1623              | 91,3 x 70,8   | olja på duk      | National Gallery of Australia                           | Canberra  |
|      | Självporträtt                                                                               | 1628–1630 (cirka) | 64,2 x 48     | olja på träpannå | Rubenshuis                                              | Antwerpen |
|      | Rubens, Helena Fourment och deras son Frans                                                 | 1635 cirka        | 203,8 x 158,1 | olja på träpannå | Metropolitan Museum of Art                              | New York  |
|      | Självporträtt                                                                               | 1638 (cirka)      | 110 x 85,5    | olja på duk      | Kunsthistorisches Museum                                | Wien      |